# Brazil Open Series 2010
Il Brazil Open Series 2010 è stato un torneo professionistico di tennis maschile giocato sulla terra rossa, che faceva parte dell'ATP Challenger Tour 2010. Si è giocato a Curitiba in Brasile dal 19 al 25 aprile 2010.

## Partecipanti

### Teste di serie
| Nazionalità | Giocatore     | Ranking* | Testa di serie |
| ----------- | ------------- | -------- | -------------- |
| Cile        | Nicolás Massú | 93       | 1              |
| Slovenia    | Blaž Kavčič   | 119      | 2              |
| Brasile     | Ricardo Mello | 133      | 3              |
| Brasile     | Marcos Daniel | 136      | 4              |
| Brasile     | Thiago Alves  | 148      | 5              |
| Brasile     | João Souza    | 154      | 6              |
| Paraguay    | Ramón Delgado | 165      | 7              |
| Brasile     | Júlio Silva   | 166      | 8              |

- Ranking al 5 aprile 2010.

### Altri partecipanti
Giocatori che hanno ricevuto una wild card:
- Guilherme Clezar
- Tiago Fernandes
- Fernando Romboli
- Thomas Takemoto

Giocatori con uno special exempt:
- Bastian Knittel
- Leonardo Tavares

Giocatori passati dalle qualificazioni:
- Aljaž Bedene
- Marcelo Demoliner
- Rogério Dutra da Silva
- Iván Miranda

## Campioni

### Singolare
Dominik Meffert ha battuto in finale  Ricardo Mello, 6–4, 6(3)–7, 6–2

### Doppio
Dominik Meffert /  Leonardo Tavares hanno battuto in finale  Ramón Delgado /  André Sá, 3–6, 6–2, [10–2]